# Camponotus cosmicus
Camponotus cosmicus é uma espécie de inseto do gênero Camponotus, pertencente à família Formicidae.